# ديفيد لي (مصور)
ديفيد لي (بالإنجليزية: David Lee)‏ هو مصور أمريكي، ولد في 16 فبراير 1961 في بروكلين في الولايات المتحدة.

## وصلات خارجية
- ديفيد لي على موقع IMDb (الإنجليزية)
- ديفيد لي على موقع قاعدة بيانات الفيلم (الإنجليزية)